# Saison 1 de District Z
 (août 2025).
Motif : Sources ? Intérêt encyclopédique ?
- Archive Wikiwix
- Bing
- Cairn
- DuckDuckGo
- E. Universalis
- Gallica
- Google
- G. Books
- G. News
- G. Scholar
- Persée
- Qwant
- (zh) Baidu
- (ru) Yandex
- (wd) trouver des œuvres sur Wikidata

| 1. | Préciser le motif de la pose du bandeau. | Précisez le motif de la pose du bandeau en utilisant la syntaxe suivante : {{admissibilité à vérifier\|date=août 2025\|motif=remplacez ce texte par le motif}}                              |
| 2. | Informer les utilisateurs concernés.     | Pensez à avertir le créateur de l'article, par exemple, en insérant le code ci-dessous sur sa page de discussion : {{subst:avertissement admissibilité à vérifier\|Saison 1 de District Z}} |

La première saison de District Z est une émission de télévision française diffusée sur TF1, du 11 décembre 2020 au 8 janvier 2021. Elle est animée par Denis Brogniart et tournée à Plailly, dans l'Oise, non loin du Parc Astérix.

## Production et organisation
Denis Brogniart présente l'émission. Il possède le rôle d'envoyé du « Professeur Z », accueille les candidats, leur explique les règles et leur donne des conseils.
L'émission est produite par Arthur, et sa société de production Satisfaction.

### Lieu de tournage
Le tournage s'est déroulé du 6 au 11 juillet 2020, dans le respect des consignes sanitaires liés à la pandémie de Covid-19. Les candidats, les équipes techniques et Denis Brogniart ont été testés plusieurs fois.
Il s'est déroulé à Plailly, dans l'Oise, à proximité du Parc Astérix.

## Participants et bilan par épisode
Le tableau ci-après présente les célébrités participantes, ainsi que l'association défendue et les gains emportés :
| Épisode     | Participants                                                                                      | Gains    | Association défendue  | Réf.  |
| ----------- | ------------------------------------------------------------------------------------------------- | -------- | --------------------- | ----- |
| 1er épisode | Cartman, Vincent Desagnat, Arnaud Ducret, Denitsa Ikonomova et Michaël Youn                       | 35 000 € | SOS Autisme France    | [ 5 ] |
| 2e épisode  | Kev Adams, Camille Combal, Jarry, Estelle Lefébure et Sandrine Quétier                            | 27 000 € | A2Main                | [ 6 ] |
| 3e épisode  | Booder, Bruno Guillon, Baptiste Lecaplain, Marine Lorphelin et Teheiura Teahui                    | 31 000 € | Un cadeau pour la vie | [ 7 ] |
| 4e épisode  | Maëva Coucke, Camille Lacourt, Héloïse Martin, Florent Peyre et Ahmed Sylla                       | 29 000 € | Matelots de la vie    | [ 8 ] |
| 5e épisode  | Julien Arruti, Tarek Boudali, Camille Cerf, Élodie Fontan, Philippe Lacheau et Tony Saint Laurent | 12 000 € | France Alzheimer      | [ 9 ] |

## Audiences et diffusion
En France, l'émission est diffusée les vendredis, sur TF1, du 11 décembre 2020 au 8 janvier 2021. Un épisode dure environ 2 h 40 (publicités incluses), la diffusion débute à 21 h 10 pour se terminer à 23 h 50. Dès le deuxième épisode, ces derniers sont découpés en deux parties d'1 h 45 et de 55 min, diffusées juste en suivant.
Pour le premier épisode, si dans les vingt premières minutes, des pics d'audience allant jusqu'à 7 400 000 téléspectateurs ont été enregistrés, les audiences n'ont fait que chuter tout au long du programme. Ainsi, après la première coupure publicitaire, près d'1 million de téléspectateurs ont changé de chaîne. Ils n'étaient plus que 5 600 000 après la deuxième page de publicité. Enfin, pour les quarante-cinq dernières minutes (après une ultime coupure publicitaire), 4 500 000 téléspectateurs étaient restés devant le programme. Par conséquent, entre 21 h 5 et 23 h 45, le programme a perdu environ 3 millions de téléspectateurs.
| Épisode et partie  | Épisode et partie  | Diffusion                 | Diffusion          | Audience moyenne          | Audience moyenne                       | Classement des audiences | Réf.   |
| Épisode et partie  | Épisode et partie  | Jour                      | Horaire            | Nombre de téléspectateurs | Part de marché (sur les 4 ans et plus) | Classement des audiences | Réf.   |
| ------------------ | ------------------ | ------------------------- | ------------------ | ------------------------- | -------------------------------------- | ------------------------ | ------ |
| 1                  | 1                  | Vendredi 11 décembre 2020 | 21:10 - 23:50      | 5 358 000                 | 26,1 %                                 | 1er                      | [ 13 ] |
| 2                  | 1                  | Vendredi 18 décembre 2020 | 21:10 - 22:55      | 3 650 000                 | 15,3 %                                 | 2e                       | [ 11 ] |
| 2                  | 2                  | Vendredi 18 décembre 2020 | 22:55 - 23:50      | 2 900 000                 | 20,5 %                                 | 2e                       | [ 11 ] |
| 3                  | 1                  | Vendredi 25 décembre 2020 | 21:10 - 22:55      | 3 140 000                 | 15,6 %                                 | 1er                      | [ 14 ] |
| 3                  | 2                  | Vendredi 25 décembre 2020 | 22:55 - 23:50      | 2 650 000                 | 21,5 %                                 | 1er                      | [ 14 ] |
| 4                  | 1                  | Vendredi 1er janvier 2021 | 21:10 - 22:55      | 2 720 000                 | 12,5 %                                 | 2e                       | [ 15 ] |
| 4                  | 2                  | Vendredi 1er janvier 2021 | 22:55 - 23:50      | 2 350 000                 | 17,3 %                                 | 2e                       | [ 15 ] |
| 5                  | 1                  | Vendredi 8 janvier 2021   | 21:10 - 22:55      | 2 850 000                 | 12,2 %                                 | 2e                       | [ 16 ] |
| 5                  | 2                  | Vendredi 8 janvier 2021   | 22:55 - 23:50      | 2 410 000                 | 16,8 %                                 | 2e                       | [ 16 ] |
|                    |                    |                           |                    |                           |                                        |                          |        |
| Bilan de la saison | Bilan de la saison | Bilan de la saison        | Bilan de la saison | 3 110 000                 | 17,5 %                                 | –                        | [ 17 ] |

Légende :
- plus hauts scores d'audiences
- plus bas scores d'audiences